# 野々村幸成
野々村 幸成（ののむら ゆきなり）は、安土桃山時代から江戸時代初期にかけての武将。初名は吉成（よしなり）。
同族であるが、同じく伊予守を称した七手組・野々村雅春とは別人である。

## 略歴
尾張国の出身。幸成は、野々村三十郎幸政の子、迅成（迅政）と幸包の兄、幸次（治兵衛）の父。娘は信濃小諸藩の初代藩主仙石秀久の正室となった本陽院。
豊臣秀吉および秀頼に仕えて、初め吉成と名乗り、後に幸成と改めた。
弟の迅成は、同じく秀吉に仕えたが、勘気を蒙って高野山に蟄居となり、浪人。後に山内一豊に仕えて慶長19年（1614年）5月に土佐で亡くなっている。迅成の享年は45。末弟の幸包は最初中村一氏に仕えたのち徳川家康、徳川秀忠に仕える使番から旗本となりのちに徳川幕府と伊達政宗の伝達役を務め寛永2年1月20日（1625年2月26日）、55歳で没した。
子の治兵衛は『大かうさまくんきのうち』によれば御母衣衆に列しているが、父に先立ち慶長17年（1612年）に病没している。享年29。
慶長20年（1615年）、幸成は大坂の陣において豊臣家臣として討死した。『野々村氏略系圖』によれば享年55。